# Cerco de Carse
O cerco de Carse (em turco: Kars) foi a última grande batalha da Guerra da Crimeia. Decorreu de junho a novembro de 1855. Terminou com uma vitória do Império Russo.